# Café Jasmin

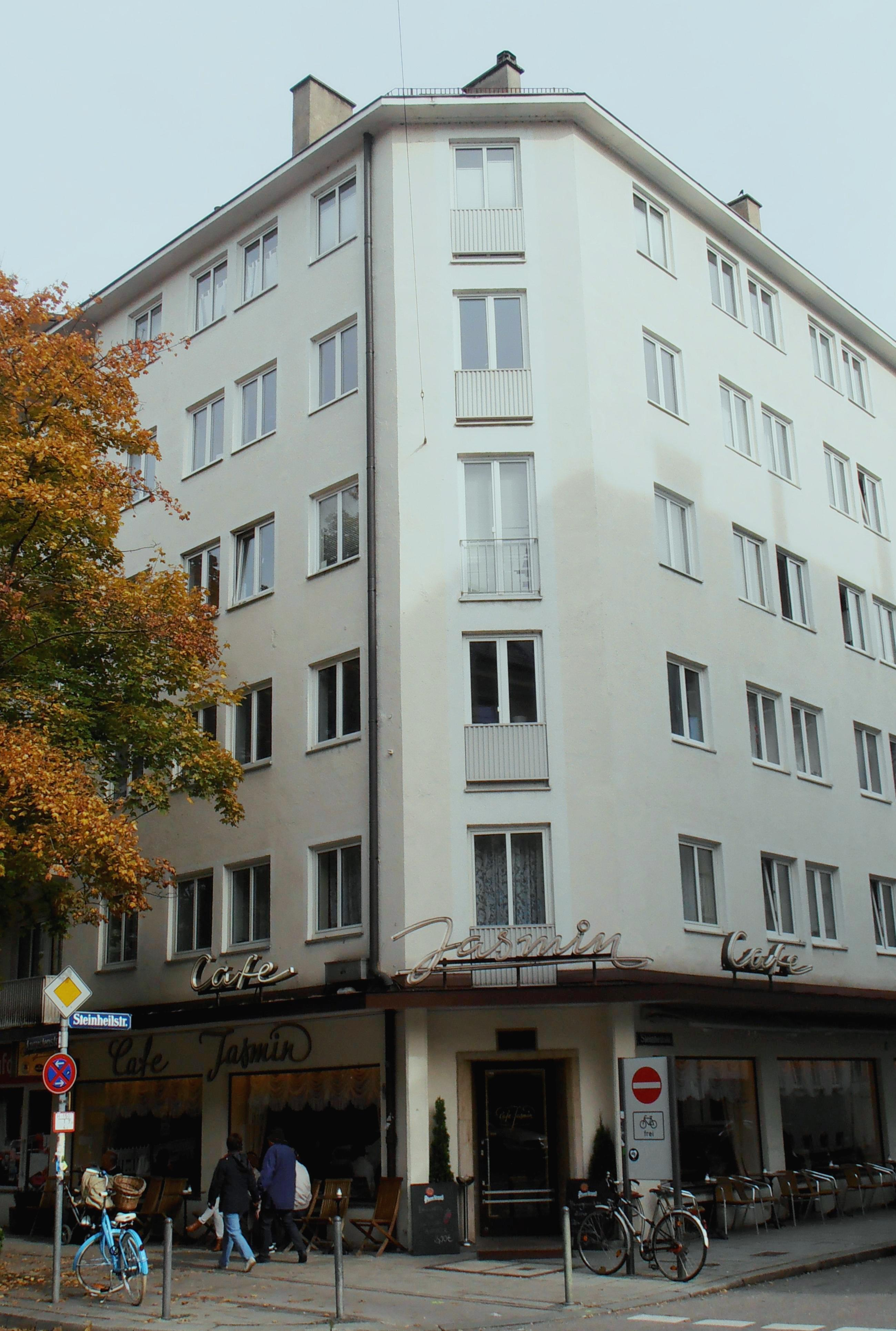
Café Jasmin von Südwesten

Das Café Jasmin ist ein Kaffeehaus im Stadtteil Maxvorstadt in München. Seine Ausstattung aus den 1950er Jahren ist weitgehend original erhalten; das Café-Interieur steht unter Denkmalschutz.

## Lage, Anwesen und Raumgliederung
Das Gebäude, in dem sich das Café heute befindet, wurde 1954 fertiggestellt. Bevor das Café Jasmin im folgenden Jahr dort einziehen konnte, befand es sich seit 1948 neben dem Künstlerhaus am Lenbachplatz.
Die heutige Adresse des Café Jasmin ist die Steinheilstraße 20 an der Ecke zur Augustenstraße im Erdgeschoss eines im Stil für die Maxvorstadt typischen, fünfstöckigen Wohn- und Geschäftshauses, erbaut von Sebastian Orgler. 
Der Eingang zum Café befindet sich an der abgeschrägten Ecke des Hauses. Zwei große Schaufenster weisen zur Augustenstraße, drei zur Steinheilstraße, über den Fenstern und der Tür sieht man den Schriftzug „Cafe Jasmin Cafe“ in für Werbeschriften der 1950er Jahre typischer schwungvoller Schreibschrift. Über dem Erdgeschoss schützt ein etwa ein Meter vorstehendes Dach die Gäste auf den Plätzen der Freischankfläche.
Zwei unterschiedlich große Gasträume sind mit einem Durchgang verbunden, im kleineren befindet sich eine Theke.

## Ausstattung
Die Ausstattung entspricht im Wesentlichen der originalen, von Eugen Heiden 1955 eigens für das Café entworfenen.
Das Café bietet Sitzplätze für 57 Gäste. Die Sitzmöbel sind mit lichtgrünem Samt bezogen, die Tische mit Resopal, die Tischkanten mit umlaufenden Bändern aus Messing. Die Sessel haben geschwungene Rückenlehnen, keine Armlehnen; sie stehen auf hölzernen Beinen. Die Theke im kleineren Gastraum ist mit weißem Leder bespannt, das durch goldfarbene Messingknöpfe fixiert ist.
Der Boden ist mit Auslegeware und zusätzlichen Teppichen belegt, die Wände mit goldfarbenen Tapeten bespannt; eine Bildtapete an der vom Eingang aus linken Wand zeigt das Neue Schloss der Eremitage in Bayreuth, sie gehörte vermutlich nicht zur Originalausstattung.
Der Durchgang zwischen den beiden Gasträumen ist mit Spiegeln verkleidet. Verspiegelt ist auch die Wand hinter Theke. Die Decken sind mit zeittypischer Ornamentik verziert. Typisch für die 1950er Jahre ist auch der Lüster und die metallenen Garderobehaken.